# Tui (Spagna)
Tui (fino al 1984 e in spagnolo Tuy) è un comune spagnolo di 16 042 abitanti situato nella comunità autonoma della Galizia. Sorge sulla riva destra del fiume Miño, proprio sul confine con il Portogallo di fronte alla città portoghese di Valença do Minho. Con Vigo è sede vescovile.
È situata lungo il Cammino Portoghese, percorso che da Lisbona porta a Santiago di Compostela.

## Storia
In Galizia è accertata la presenza umana da 3000 anni prima di Cristo, gli insediamenti umani stabili furono quelli degli Iberi e l'attuale Tui è appunto di origine iberica. I Romani occuparono la Galizia nel I secolo d.C. e Diocleziano nel III secolo la fece provincia romana col nome di Gallaecia. Con le invasioni barbariche diversi furono i popoli germanici che attraversarono la Galizia, gli unici a fermarvisi furono i Suebi che fondarono un Regno Svevo. Nei secoli Xl e XII l'urbanesimo si accrebbe, nacquero i latifondi e le autorità religiose acquistarono maggiore potere. Si fece forte la rivalità fra i regni di Castiglia e gli altri regni per la supremazia sulla Galizia e il Portogallo, Tui per la sua posizione strategica fu spesso coinvolta mentre il regno della Galizia subì la supremazia prima dell'Asturia e del Leon e poi della Castiglia che s'installò definitivamente in Galizia.
Nel XIV secolo scoppiò la rivalità fra il re di Castiglia Alfonso VII e il cugino don Alfonso Henriques che, approfittando di un momento di difficoltà di Alfonso VII, entrò in Galizia col suo esercito e occupò Tui.
La pace fra Alonso VII e Alfonso Henriques fu fissata col Trattato di Tui del 1137 col quale Tui tornò alla Castiglia. Successivamente Alfonso Henriques, vinti gli Almoravidi a Ourique nel 1139, si consolidò in Portogallo e, con il trattato di Zamora del 1143, che sostituì quello di Tui, divenne il primo re del Portogallo della dinastia dei Borgogna, che regnerà fino al 1580. Nel secolo XIII nacquero nella Penisola Iberica i primi monasteri e Tui fu la prima città galiziana ad avere un convento di "Mendicanti Domenicani". Alla fine del XV secolo Tui e tutta la Galizia, già incorporata nella Castiglia, entrarono definitivamente nello stato assolutista dei re spagnoli e Tui ne seguì le vicende.
Il 5 ottobre 1984 ha adottato ufficialmente la grafia galiziana per il proprio nome, che è così mutato da Tuy a Tui.

## Monumenti e luoghi d'interesse turistico
La città, dichiarata d'interesse storico e artistico, è dotata di notevoli monumenti medioevali, prima fra tutti è la imponente Cattedrale di Santa Maria fondata nel 1120 e poi modificata e ampliata fino al 1225. Sorge su un colle da cui si domina la città e il fiume ed è un edificio con l'aspetto di fortezza merlata di stile romanico-gotico. Sul chiostro si aprono il Museo Catedralicio di archeologia ed arte sacra proveniente dalla Cattedrale e il Museo diocesano, archivio e museo di arte sacra proveniente da chiese della diocesi dismesse. 
Altri monumenti di interesse sono le chiese di Santo Domingo, del XIV secolo, in stile gotico e San Telmo, invece barocca del XVI secolo. Una delle più antiche chiese della Galizia, protoromanica ed anteriore al 1000, è infine San Bartolomé.
Oltre alle numerose costruzioni ecclesiastiche, degni di nota sono sicuramente anche il vecchio Ponte Internazionale in ferro costruito sotto la guida di Gustave Eiffel e la graziosa Alameda. Il primo, un tempo unico accesso per il vicino Portogallo, è stato soppiantato da un molto più moderno ponte costruito nel 1990, oltre che dal nodo autostradale vicino. Oltrepassare il confine da o verso Tui non comporta alcun controllo in base agli Accordi di Schengen. La vicina Valença do Minho è chiaramente visibile ed esposta alla controparte spagnola.
A nord ovest della città si estende su una superficie di 746 ha. il Parque natural del Monte Alloya, uno dei cinque della Spagna continentale, creato nel 1976 nell'ambito dell'opera di rimboschimento iniziata dopo secoli di distruzione e soprattutto di devastazioni causate dalla lunga guerra civile.

## Galleria d'immagini

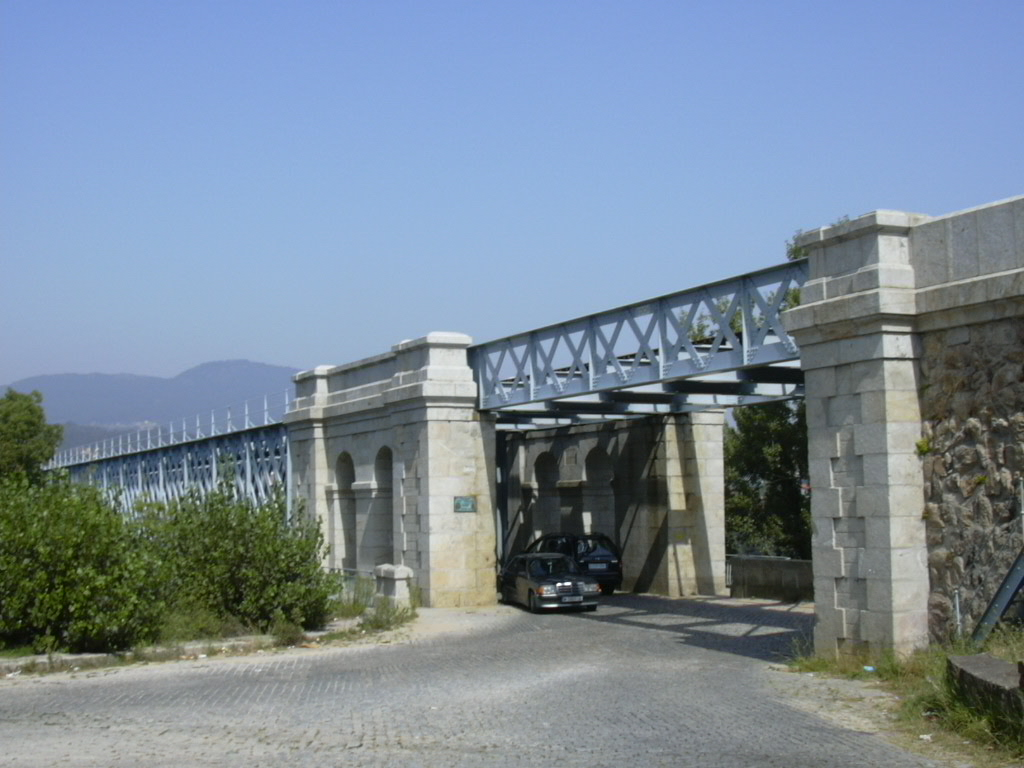
Ponte internazionale
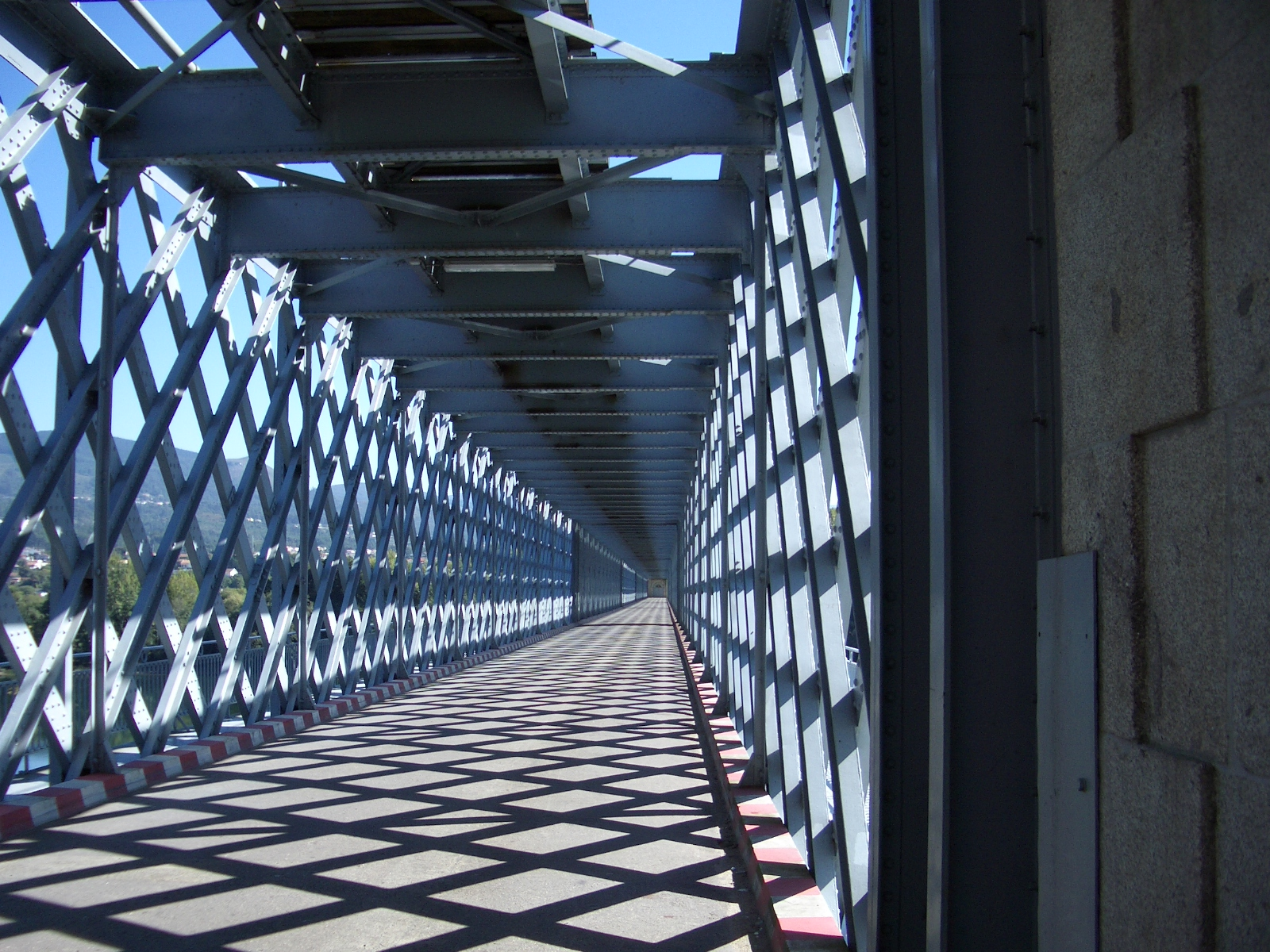
Interno del ponte
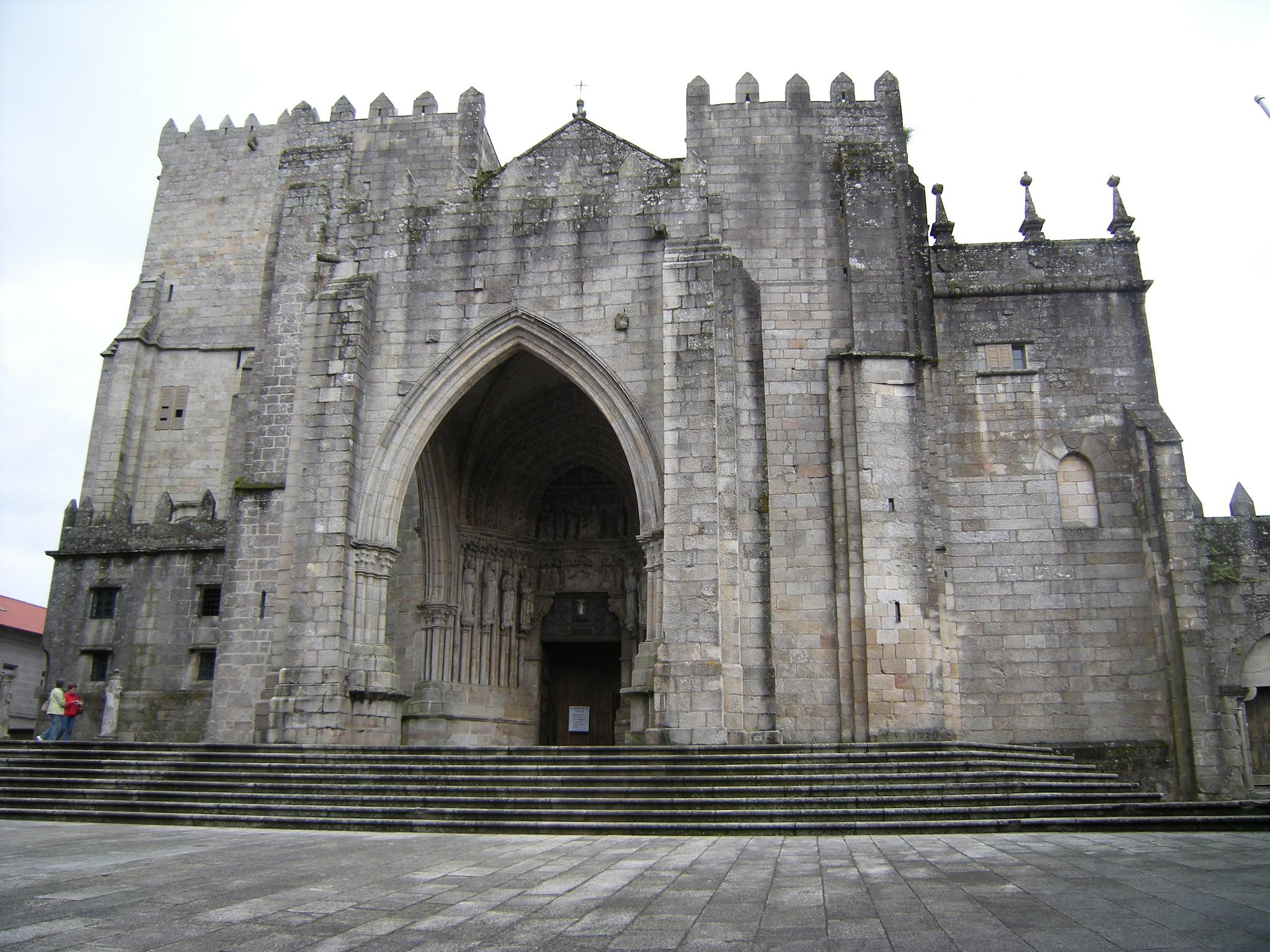
Cattedrale
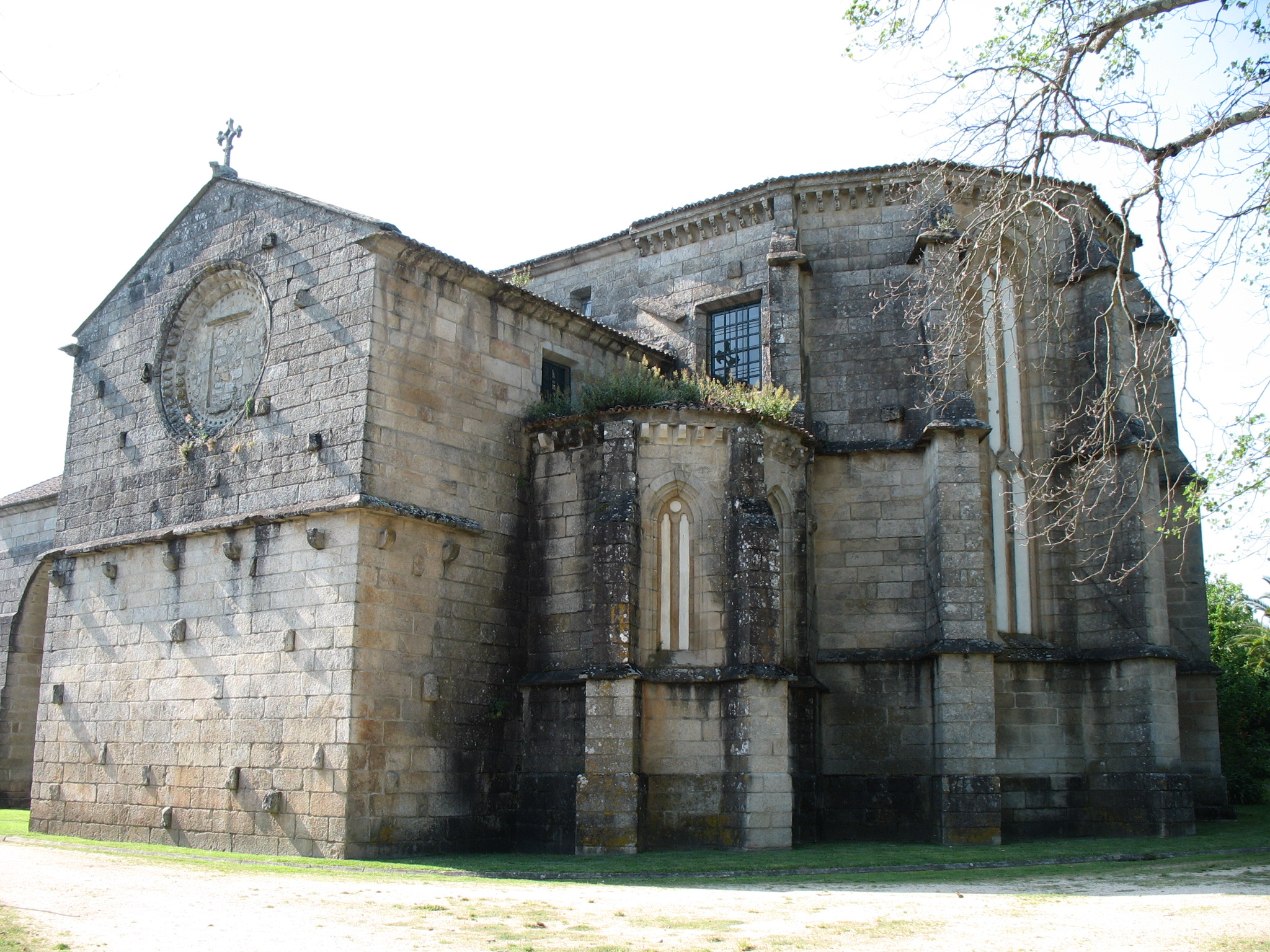
Santo Domingo

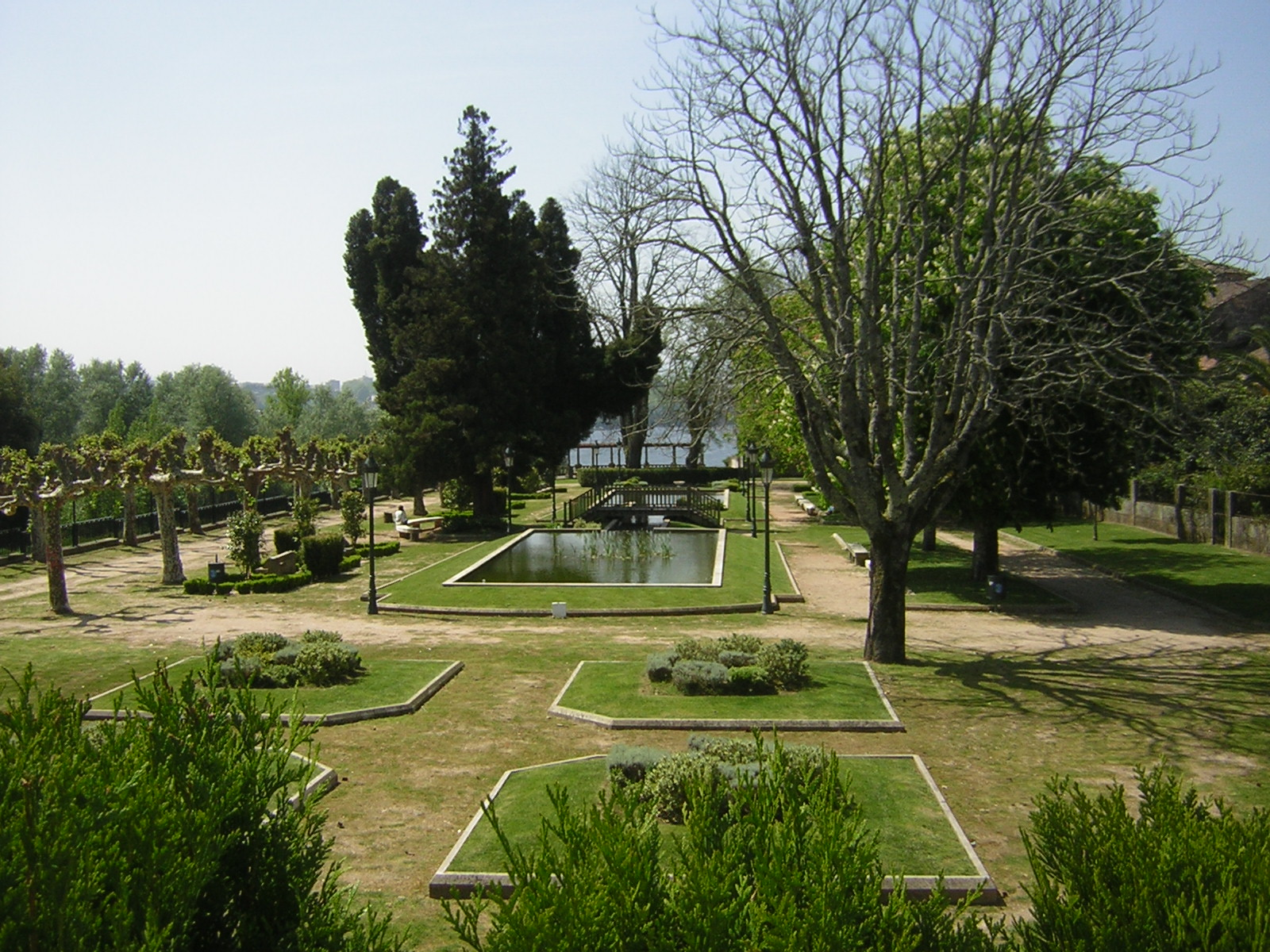
Alameda
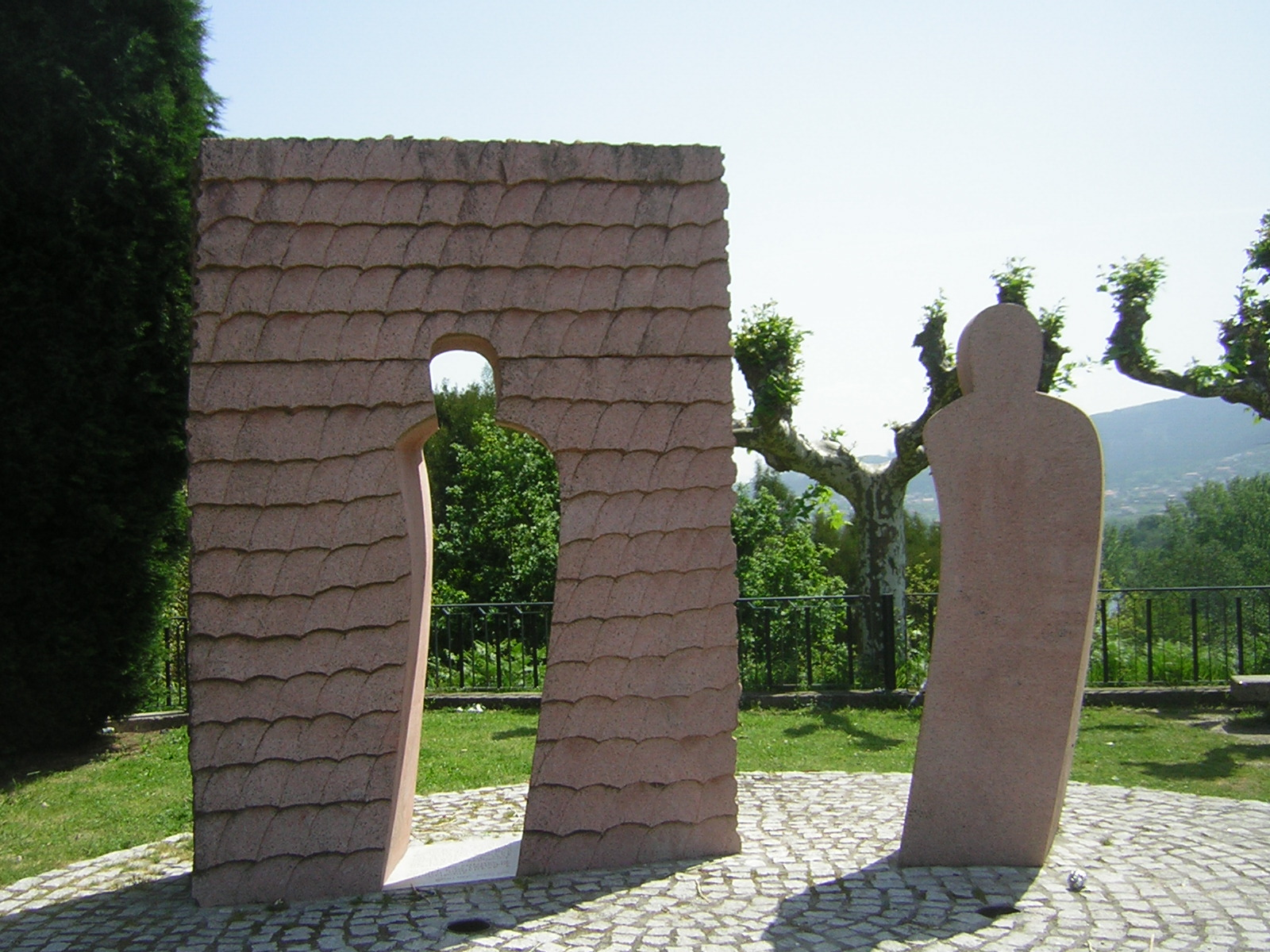
Monumento alle vittime della repressione
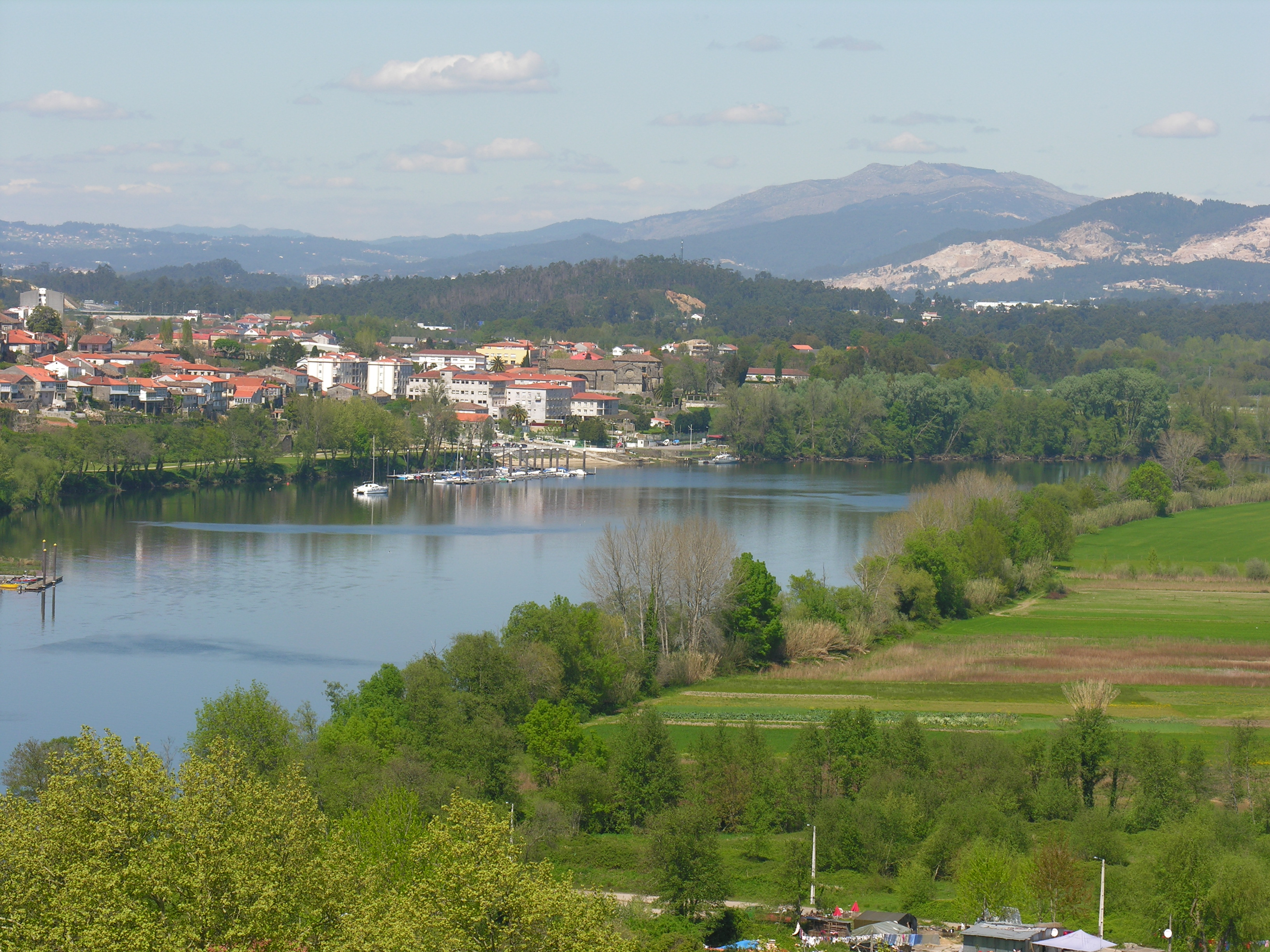
Tui da Valença
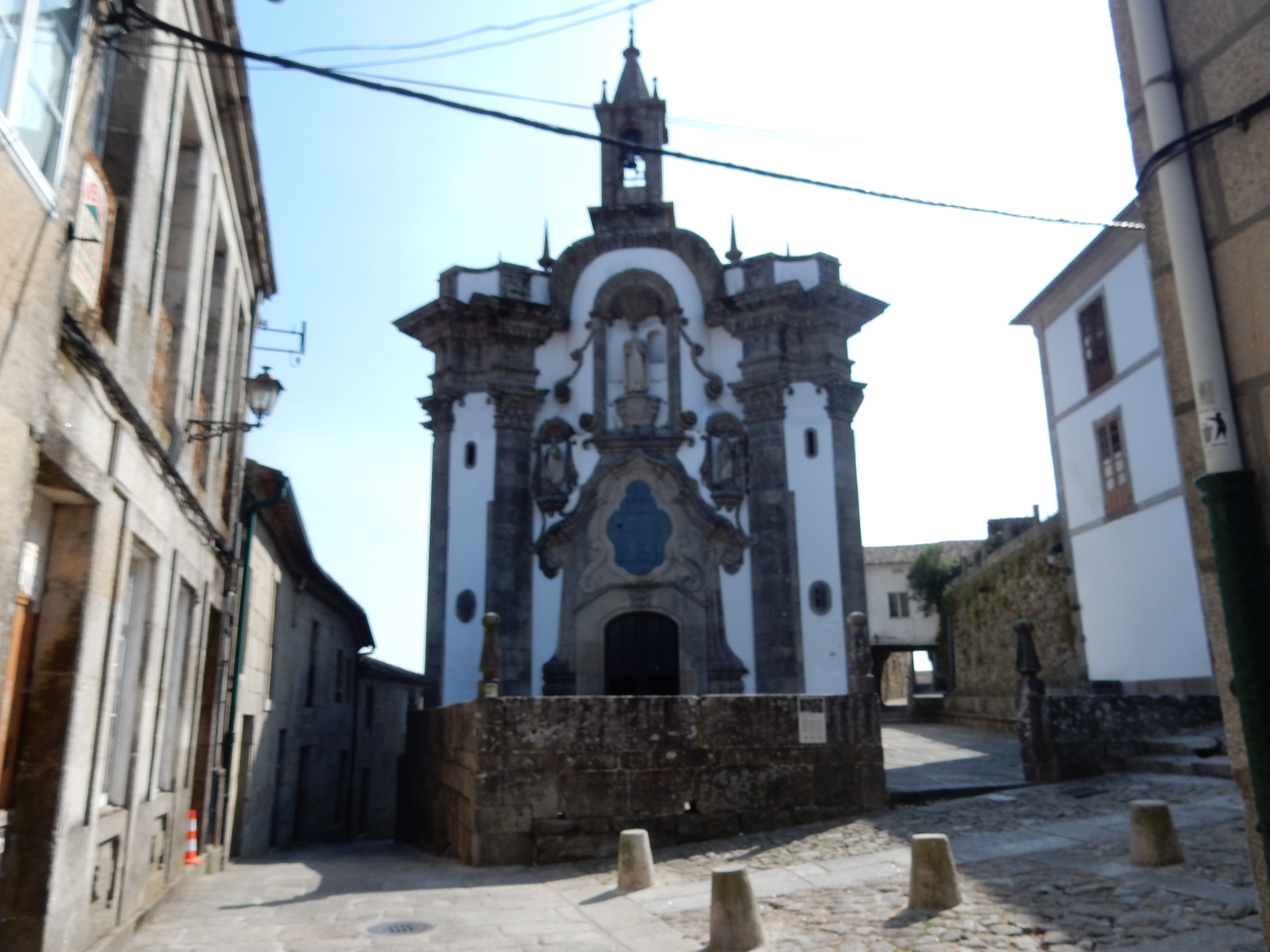
Facciata Chiesa San Telmo